# Diogo Fonseca (calciatore 2002)
Diogo Fernandes Fonseca (Viseu, 10 aprile 2002) è un calciatore portoghese, difensore del Braga.

## Caratteristiche tecniche
È un difensore centrale.

## Carriera

### Club
Fonseca è cresciuto nel settore giovanile del Braga, con cui ha firmato il primo contratto professionistico nel marzo del 2021. Aggregato alla squadra riserve, ha esordito il 13 agosto dello stesso anno nell'incontro di terza divisione perso 3-2 contro l'Oliveirense. Il 9 gennaio 2023 ha rinnovato il contratto fino al 2025. Ha debuttato in prima squadra il 19 ottobre nell'incontro di Taça de Portugal vinto 2-0 contro il Rebordosa.
Il 30 gennaio 2024 è stato ceduto in prestito all'Estrela Amadora, con cui nella seconda metà della stagione ha giocato 5 partite nella prima divisione portoghese (le sue prime in carriera in questa categoria).

### Nazionale
Ha giocato nella nazionale portoghese Under-20.

## Statistiche

### Presenze e reti nei club
Statistiche aggiornate al 17 marzo 2024.
| Stagione        | Squadra         | Campionato      | Campionato | Campionato | Coppe nazionali | Coppe nazionali | Coppe nazionali | Coppe continentali | Coppe continentali | Coppe continentali | Altre coppe | Altre coppe | Altre coppe | Totale | Totale | Totale |
| Stagione        | Squadra         | Comp            | Pres       | Reti       | Comp            | Pres            | Reti            | Comp               | Pres               | Reti               | Comp        | Pres        | Reti        | Pres   | Reti   |        |
| --------------- | --------------- | --------------- | ---------- | ---------- | --------------- | --------------- | --------------- | ------------------ | ------------------ | ------------------ | ----------- | ----------- | ----------- | ------ | ------ | ------ |
| 2021-2022       | Braga B         | TL              | 10         | 0          |                 | -               | -               |                    | -                  | -                  |             | -           | -           | 10     | 0      |        |
| 2022-2023       | Braga B         | TL              | 26         | 1          |                 | -               | -               |                    | -                  | -                  |             | -           | -           | 26     | 1      |        |
| 2023-gen. 2024  | Braga B         | TL              | 15         | 1          |                 | -               | -               |                    | -                  | -                  |             | -           | -           | 15     | 1      |        |
| 2023-gen. 2024  | Braga           | PL              | 0          | 0          | CP+CdL          | 1+0             | 0               | UCL                | 1                  | 0                  |             | -           | -           | 2      | 0      |        |
| gen.-giu. 2024  | Estrela Amadora | PL              | 5          | 0          | CP+CdL          | 0               | 0               |                    | -                  | -                  |             | -           | -           | 5      | 0      |        |
| Totale carriera | Totale carriera | Totale carriera | 56         | 2          |                 | 1               | 0               |                    | 1                  | 0                  |             | -           | -           | 58     | 2      |        |